# Alec Sokolow
Alec Sokolow (* 1963 in New York City) ist ein US-amerikanischer Drehbuchautor.

## Leben
Sokolow begann seine Karriere 1987 beim Fernsehen, wo er für die kurzlebige Nachrichtenparodie The Wilton North Report schrieb. 1989 bis 1990 war er am Drehbuch zu 25 Folgen der Arsenio Hall Show beteiligt. Ab 1995 arbeitete er mit Drehbuchautor Joel Cohen zusammen, bis 2008 entstanden zehn gemeinsame Filme; darunter Money Talks – Geld stinkt nicht und Garfield – Der Film. Sokolow ist sowohl als Autor von Originaldrehbüchern tätig, als auch in der Drehbuchadaption, zum Beispiel bei der Neuverfilmung von Im Dutzend billiger. Seinen bislang größten Erfolg feierte er 1996, als er für den The Walt Disney Company--Animationsfilm Toy Story in der Kategorie Bestes Originaldrehbuch für den Oscar nominiert war. Weiterhin war das Drehbuch für den Saturn Award und den Hugo Award nominiert. Allein den Annie Award konnte Sokolow für sein unter anderem mit Cohen verfasstes Drehbuch gewinnen.

## Filmografie (Auswahl)
- 1995: Toy Story
- 1997: Money Talks – Geld stinkt nicht (Money Talks)
- 1998: Goodbye Lover
- 2003: Im Dutzend billiger
- 2004: Garfield – Der Film (Garfield: The Movie)
- 2006: Garfield 2 (Garfield: A Tail of Two Kitties)
- 2007: Der Kindergarten Daddy 2: Das Feriencamp (Daddy Day Camp)
- 2007: Evan Allmächtig (Evan Almighty)
- 2008 Gnome und Trolle: Die geheime Kammer
- 2010 Der letzte Pate

## Auszeichnungen
- 1996: Oscar-Nominierung in der Kategorie Bestes Originaldrehbuch für Toy Story
- 1996: Saturn-Award-Nominierung in der Kategorie Best Writing Toy Story
- 1996: Annie Award in der Kategorie Best Individual Achievement: Writing für Toy Story
- 1996: Hugo-Award-Nominierung in der Kategorie Best Dramatic Presentation für Toy Story